# علي رضا علي زاده
علي رضا علي زاده (بالفارسية: علیرضا علی‌زاده)، من مواليد 11 فبراير 1993، هو لاعب كرة قدم إيراني، بدأ مسيرته الكروية سنة 2014 مع نادي سايبا، وانضم للمنتخب الإيراني سنة 2023، حيث لعب مباراة واحدة.